# Wim Schepers
Wim Schepers, né le 25 septembre 1943 à Stein et mort le 25 septembre 1998 à Meers, est un coureur cycliste néerlandais. Professionnel de 1966 à 1975, il a notamment remporté deux étapes du Critérium du Dauphiné libéré.

## Biographie
Au terme de la dernière étape du Tour d'Espagne 1971, Schepers a été classé à la deuxième place, à 19 secondes de Ferdinand Bracke, mais il a été alors condamné à une pénalité de dix minutes pour infraction à la réglementation sur le dopage et a été rétrogradé à la quinzième place du classement général.
Son frère cadet John a également été coureur cycliste chez les amateurs. 

## Palmarès

### Palmarès amateur
- 1965
  - 1rea (contre-la-montre) et 6e étapes du Tour d'Autriche
  - 3e étape du Tour de la province de Luxembourg
  - 2e du Tour du Limbourg amateurs
  - 4e du championnat du monde sur route amateurs

### Palmarès professionnel
- 1966
  - Manx Trophy
  - 3e étape du Grand Prix de Hollande
- 1967
  - 2e du Tour du Condroz
  - 3e du championnat des Pays-Bas sur route
- 1968
  - 2e du Circuit de Belgique centrale
  - 4e du Grand Prix de Francfort
  - 6e de Liège-Bastogne-Liège
- 1969
  - Mandel-Lys-Escaut
  - 2e du Tour de Belgique
  - 4e du Grand Prix de Francfort
  - 5e de Liège-Bastogne-Liège
- 1970
  - 4e étape des Quatre Jours de Dunkerque
  - 2ea et 2eb étapes du Critérium du Dauphiné libéré
  - Circuit des six provinces
  - 5e du Grand Prix de Francfort
- 1972
  - 2e de Liège-Bastogne-Liège
  - 4e du Grand Prix de Francfort
  - 8e de la Flèche wallonne
- 1973
  - Prologue du Tour de Belgique (contre-la-montre par équipes)
  - 3e du Circuit de la vallée de la Lys
  - 4e du Grand Prix de Francfort

## Résultats sur les grands tours

### Tour de France
5 participations 
- 1967 : 25e
- 1968 : abandon (12e étape)
- 1970 : abandon (5eb étape)
- 1972 : hors délais (9e étape)
- 1973 : abandon (8e étape)

### Tour d'Espagne
1 participation 
- 1971 : 15e